# Alex Garcia
Lenin Billy Garcia Ciriaco, mer känd som Alex Garcia, född 14 juli 1987 i Santiago, är en dominikansk MMA-utövare som sedan 2013 tävlar i organisationen Ultimate Fighting Championship.